# 8328 Uyttenhove
8328 Uyttenhove este un asteroid din centura principală, descoperit pe 23 august 1981, de H. Debehogne.